# Frederick Jaeger
Manfred Frederick Jaeger (* 29. Mai 1928 in Berlin, Deutschland; † 18. Juni 2004 in Mallorca, Spanien) war ein britischer Schauspieler.

## Leben
Jaegers Familie floh nach Hitlers Machtübernahme aus Deutschland, um der Judenverfolgung zu entgehen. 1948 machte er seinen Schauspielabschluss an der Guildhall School of Music and Drama, und erhielt im darauf folgenden Jahr erste Engagements als Theaterschauspieler. Seine Theaterkarriere umfasste fünf Jahrzehnte, in denen er unter anderem in Aufführungen am Londoner West End zu sehen war, sowie in Tourneen durch die USA, Europa und Lateinamerika. 1950 erwarb Jaeger die britische Staatsbürgerschaft. Ab Mitte der 1950er Jahre war er auch auf der großen Leinwand zu sehen; allerdings war er als gebürtiger Deutscher zunächst auf Nazirollen abonniert, unter anderem in Einer kam durch und Eiskalt in Alexandrien. Ebenfalls Mitte der 1950er Jahre begann seine Fernsehkarriere. Neben zahlreichen Gastrollen in auch im deutschsprachigen Raum erfolgreichen Fernsehserien wie Mit Schirm, Charme und Melone, Department S, Die 2 und Die Profis trat er 1974 in der wiederkehrenden Rolle des Commander Fletcher in der Krimiserie Task Force Police auf.
In der erfolgreichen Science-Fiction-Serie Doctor Who war er mehrfach zu sehen: 1966 als Jano, 1975 als Professor Sorenson, sowie 1977 als Professor Marius, Schöpfer des Roboterhundes K-9. Nur selten spielte Jaeger in deutschen Produktionen, hierzu zählen die Fernsehproduktionen Graf Yoster gibt sich die Ehre, Butler Parker und Ein Kapitel für sich.
Jaeger war zwei Mal verheiratet. Seine erste, 1958 geschlossene Ehe wurde 1972 geschieden, im darauf folgenden Jahr heiratete er erneut. 1996 zog er sich aus dem Schauspielgeschäft zurück und mit seiner Frau nach Mallorca, wo er 2004 nach langer Krankheit starb.

## Filmografie (Auswahl)

### Fernsehen
- 1962: Mit Schirm, Charme und Melone (The Avengers)
- 1965: Task Force Police (Softly, Softly)
- 1966: Doctor Who
- 1969: Callan
- 1970: Department S
- 1970: Graf Yoster gibt sich die Ehre
- 1971: Die 2 (The Persuaders!)
- 1971: Jason King
- 1972: Butler Parker
- 1973: Kein Pardon für Schutzengel (The Protectors)
- 1975: Die Füchse (The Sweeney)
- 1978: Die Profis (The Professionals)
- 1978: Simon Templar – Ein Gentleman mit Heiligenschein (Return of the Saint)
- 1979: Ein Kapitel für sich
- 1980: Yes Minister
- 1982: Der Aufpasser (Minder)
- 1982: The Gentle Touch (Dany)
- 1984: Miss Marple
- 1984: Remington Steele
- 1991: Hitler zu verkaufen (Selling Hitler)
- 1993: Mehr Schein als Sein (Keeping Up Appearances)

### Film
- 1956: Der beste Mann beim Militär (Private's Progress)
- 1957: Einer kam durch (The One That Got Away)
- 1958: Eiskalt in Alexandrien (Ice-Cold in Alex)
- 1962: Wir alle sind verdammt (The War Lover)
- 1970: Krieg im Spiegel (The Looking Glass War)
- 1970: Song of Norway
- 1973: Scorpio, der Killer (Scorpio)
- 1975: Wer hat unseren Dinosaurier geklaut? (One of Our Dinosaurs Is Missing)
- 1976: Kein Koks für Sherlock Holmes (The Seven-Per-Cent Solution)
- 1976: Reise der Verdammten (Voyage of the Damned)
- 1978: Winterspelt 1944
- 1989: Indiana Jones und der letzte Kreuzzug (Indiana Jones and the Last Crusade)